# اسامه قمصان
اسامه قمصان (انگلیسی: Ussama Komsan؛ زادهٔ ۱۲ ژانویهٔ ۱۹۷۷) بازیکن والیبال اهل مصر بود.